# Slimák popelavý
Slimák popelavý (Limax cinereoniger) je druh suchozemského plže z čeledi slimákovití. Dosahuje značných rozměrů (i přes 20 cm). Žije v Evropě a živí se především houbami.

## Popis

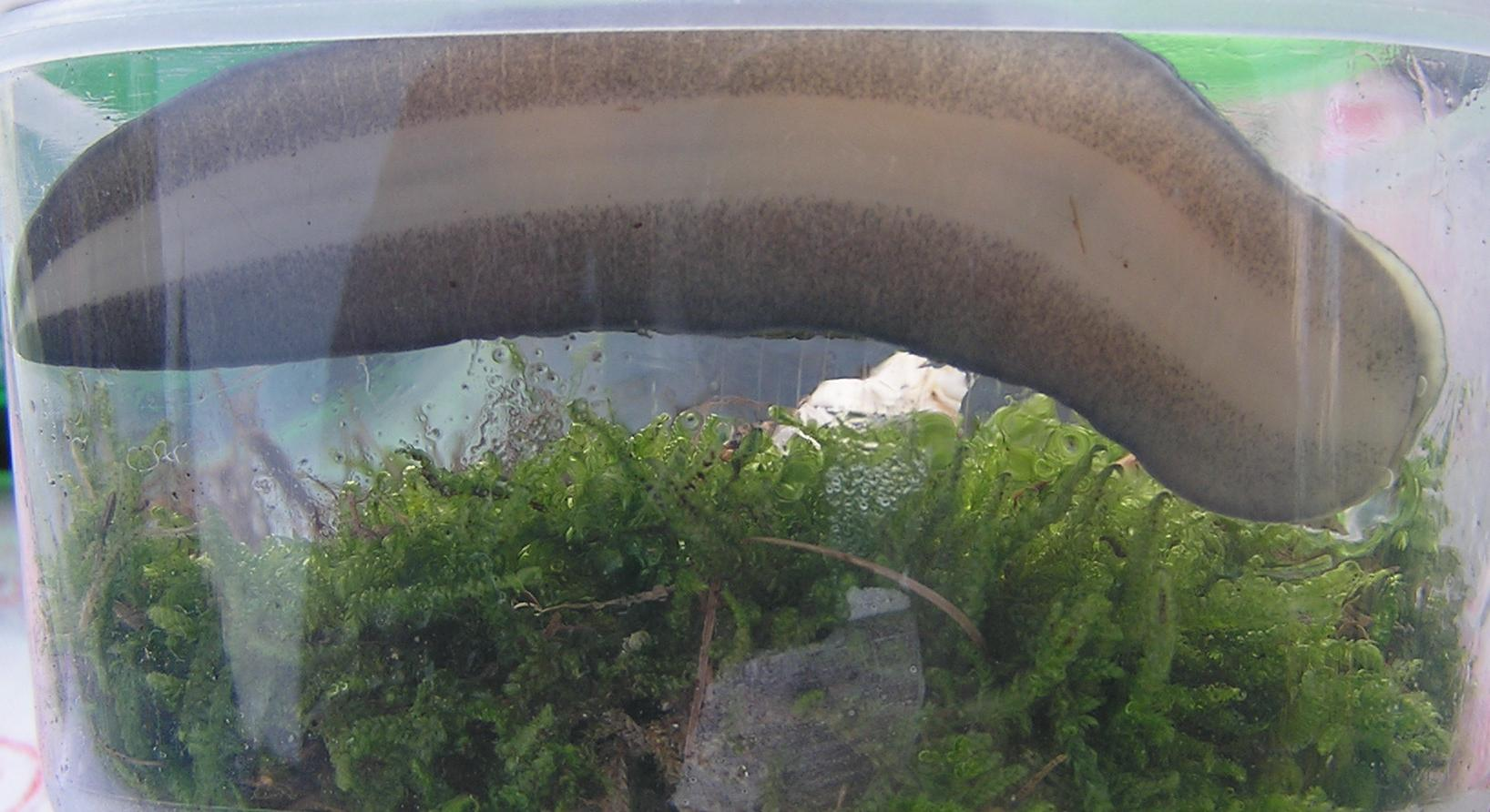
Spodní strana nohy slimáka popelavého

Nahý plž, který měří natažený 12–20 cm, smrštěný do 10 cm. Výjimečně může měřit (natažený) přes 20 cm, čímž se řadí mezi největší suchozemské plže na světě. Konkurentem v rozměrech mu je Ariolimax columbianus měřící až 25 cm. Mořští nazí plži jsou výrazně větší.
Střední část chodidla je bílá, postranní části jsou šedé nebo černé.
Zbarvení je variabilní, od černé po světlou barvu, kýl je světlejší než hřbet. Často jsou přítomny pruhy a skvrny, ale nikoliv na štítu (na rozdíl od slimáka největšího).

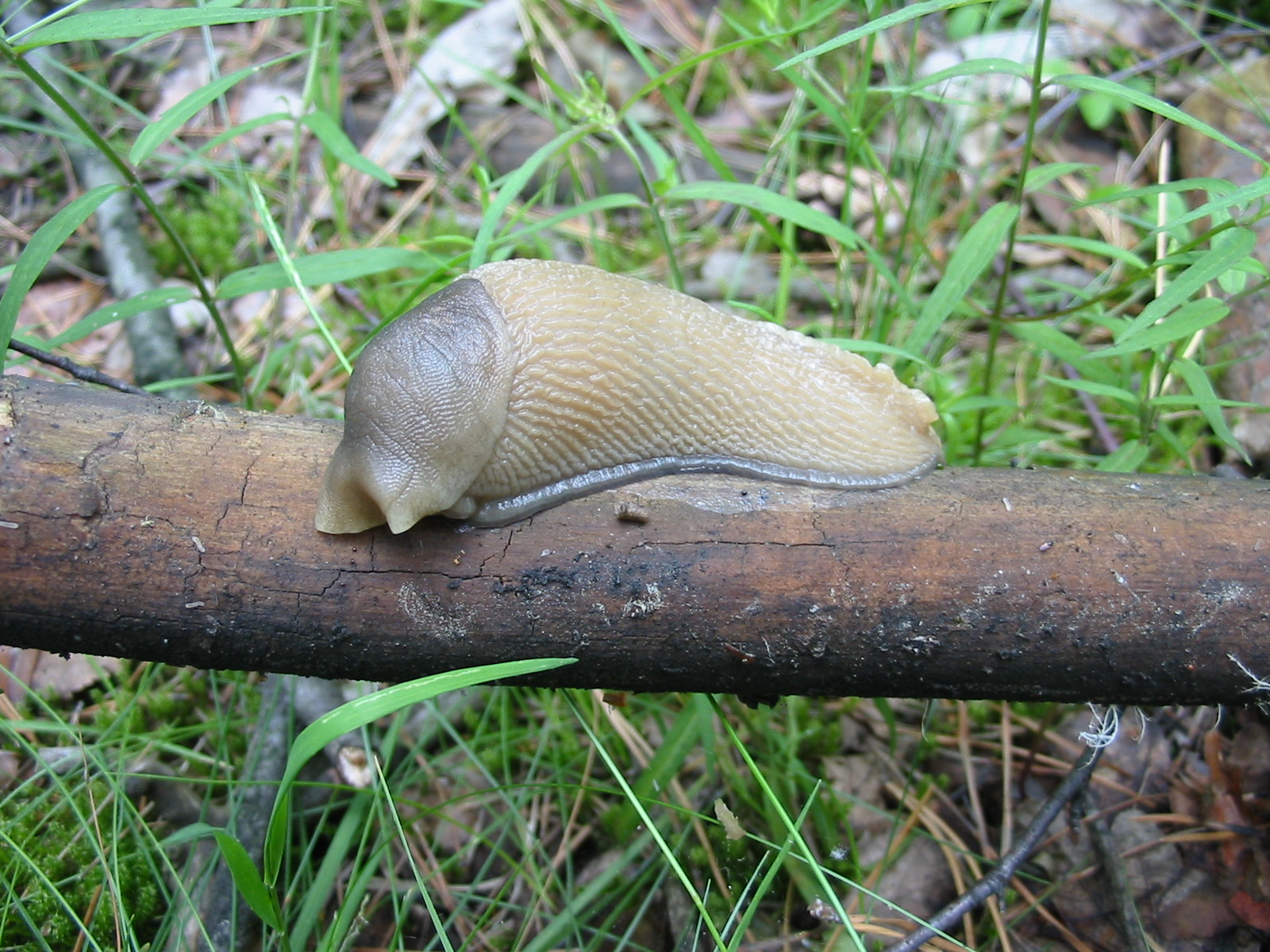
Světle zbarvený jedinec slimáka popelavého

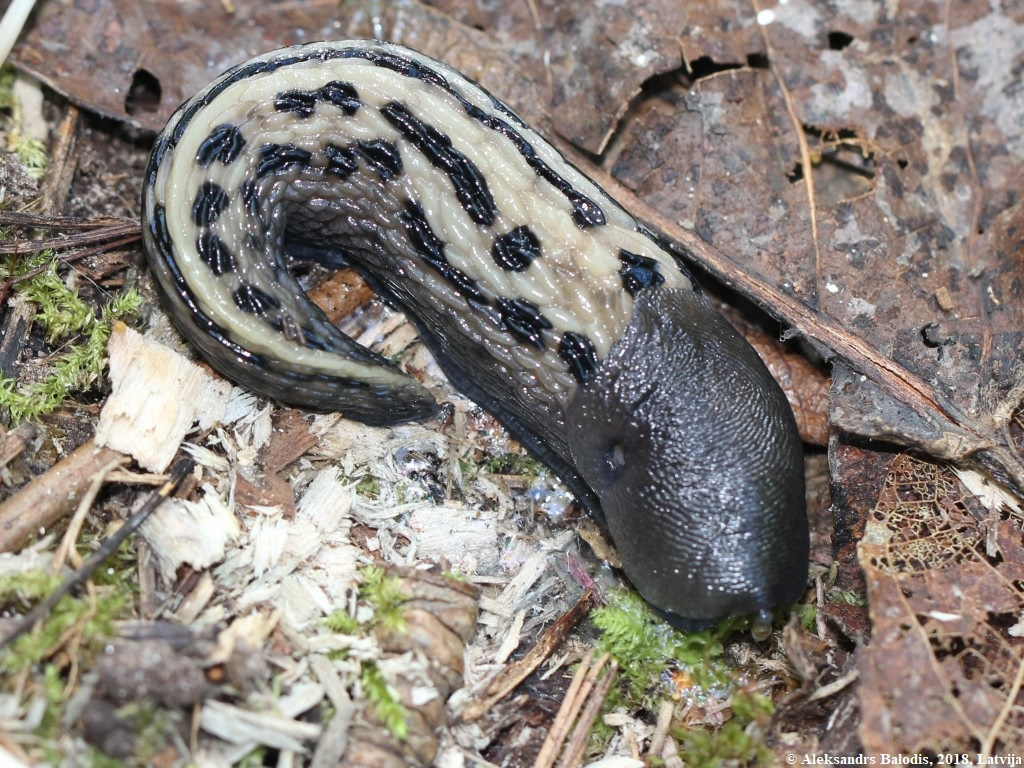

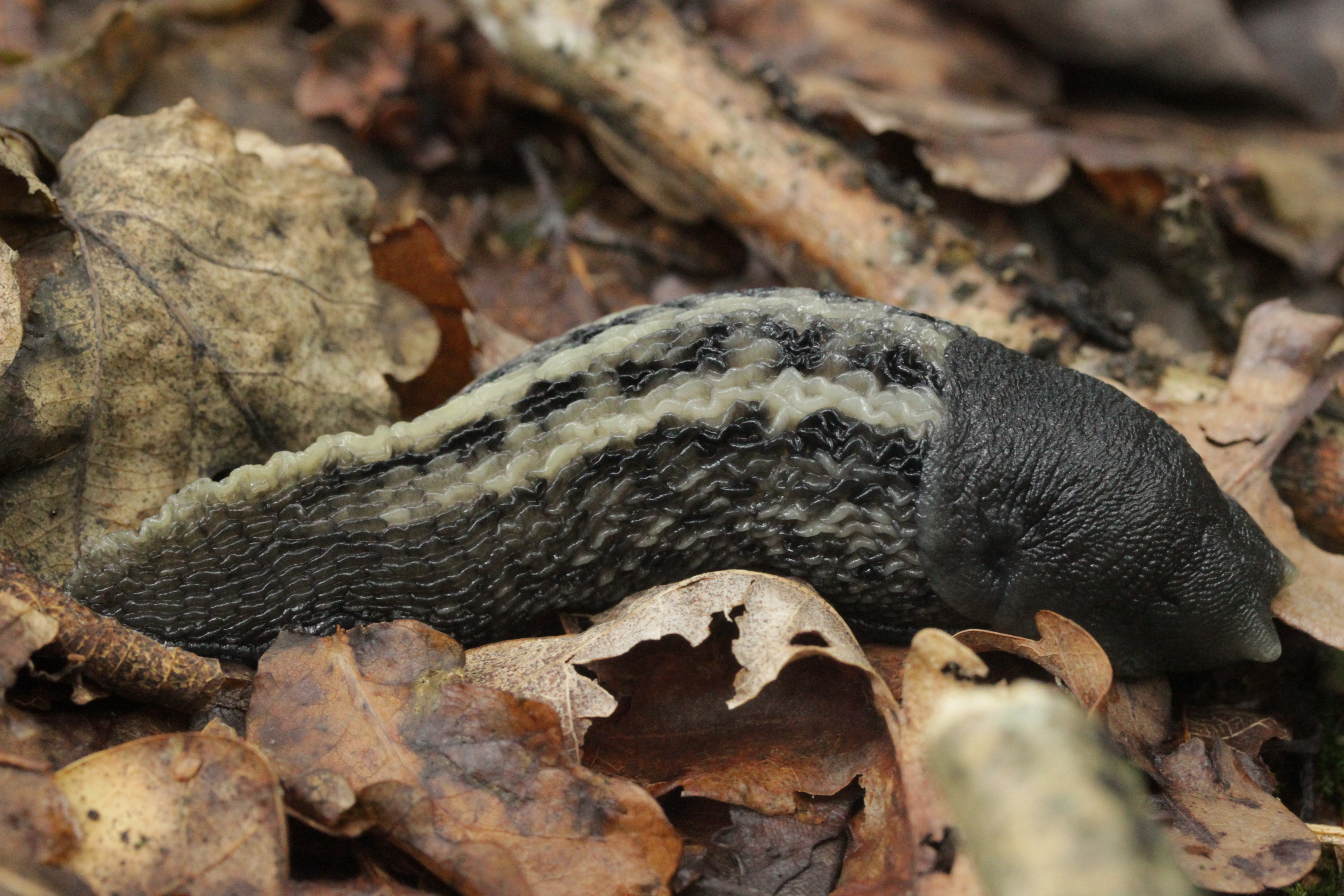

## Rozšíření, biotop
Slimák popelavý je rozšířen ve větší části Evropy kromě nejjižnějších a nejsevernějších oblastí.
Jeho biotopem jsou především listnaté a smíšené lesy a v menší míře parky. Vyskytuje se do nadmořské výšky 2500 metrů.

## Biologie
Aktivní je především v noci. Živí se houbami, případně rozkládajícími se rostlinami a řasami.
Rozmnožuje se pářením nebo samooplodněním. Při páření se dva jedinci na sebe šroubovitě namotají. Klade několik set vajíček (400 až 800) v několika sériích, většinou pod mech. Z nich se po 20 až 30 dnech líhnou mladí jedinci, 8 až 9 mm dlouzí. Dožívá se až 3 let.

## Ohrožení
Druhu nehrozí žádné zásadní hrozby, nicméně je relativně málo tolerantní k lidským aktivitám a ke ztrátě biotopu. Podle IUCN je globálně hodnocen jako málo dotčený taxon, v Česku má stejný status.